# Carbon Hill (Alabama)
 For alternative betydninger, se Carbon Hill. (Se også artikler, som begynder med Carbon Hill)
Carbon Hill er en by i den nordvestlige del af delstaten Alabama i USA. Byen har 1.769 (2020) indbyggere og ligger i det amerikanske county Walker County.

## Ekstern henvisning
- Wikimedia Commons har flere filer relateret til Carbon Hill (Alabama)